# Велоспорт на летних Олимпийских играх 1900 — 25 километров
Гонка на 25 километров на велотреке среди мужчин на летних Олимпийских играх 1900 прошла 15 сентября. Приняли участие семь спортсменов из трёх стран.

## Призёры
| Золото              | Серебро                   | Бронза              |
| Луи Бастьен Франция | Ллойд Гильдебранд Франция | Огюст Домен Франция |

## Соревнование
| Место | Спортсмен                 | Время      |
| ----- | ------------------------- | ---------- |
| 1     | Луи Бастьен (FRA)         | 25:36,2    |
| 2     | Ллойд Гильдебранд Франция | 28:09,4    |
| 3     | Огюст Домен (FRA)         | 29:36,2    |
| 4     | Бертран (FRA)             | Неизвестен |
| 5—6   | Жинжембр (FRA)            | Неизвестен |
| 5—6   | Луи Трусселье (FRA)       | Неизвестен |
| —     | Джон Лейк (USA)           | DNF        |